# Bogusław Ochab
Bogusław Ochab (ur. 1958) – polski inżynier elektryk, górnik.

## Życiorys
Absolwent Akademii Górniczo-Hutniczej w Krakowie (mgr inż. elektryk). Ukończył też drugi kierunek studiów na Wydziale Górniczym AGH uzyskując tytuł inżyniera górnika. Po studiach podjął pracę w Zakładach Górniczo-Hutniczych „Bolesław” w Bukownie, na stanowisku sztygara zmianowego w Wydziale Utrzymania Ruchu. Od 2004 jest prezesem i dyrektorem naczelnym Zakładów Górniczo-Hutniczych "Bolesław" S.A. Od czerwca 2011 roku pełni funkcję przewodniczącego Rady Nadzorczej Huty Cynku „Miasteczko Śląskie”.

## Odznaczenia
- Złoty Krzyż Zasługi (1997)[2]

## Linkowania zewnętrzne
- Bogusław Ochab, prezes ZGH Bolesław (wywiad)